# Maitri (stacja antarktyczna)
Maitri („Przyjaźń” w języku hindi) – całoroczna stacja antarktyczna, należąca do Indii, położona na Antarktydzie Wschodniej.

## Położenie i warunki
Stacja znajduje się w Oazie Schirmachera, wolnym od lodu fragmencie Ziemi Królowej Maud. Jest ona położona około 100 km od wybrzeża oceanu. Dostęp do stacji możliwy jest drogą morską z Kapsztadu, a następnie drogą lądową z wybrzeża, bądź drogą lotniczą poprzez rosyjską stację Nowołazariewskaja, pełniącą rolę węzła sieci lotniczej na Ziemi Królowej Maud.
Stację tworzy główny budynek, w którym może przebywać zimą do 25 osób, oraz mniejsze zabudowania mieszczące m.in. paliwo, pompy pobierające wodę z jednego z jezior w oazie, letnie obozowisko mogące pomieścić około 40 osób. Główny budynek oprócz kwater mieszkalnych mieści stację zasilania, instalacje sanitarne, przestrzeń do użytku wspólnego i laboratoria. Komunikację z Indiami zapewnia wydzielony kanał łączności satelitarnej.

## Historia i działalność
Stacja Maitri została założona w 1989 roku, aby zastąpić pierwszą indyjską stację Dakshin Gangotri, stopniowo zasypywaną przez śnieg. Stacja umożliwia badaczom dostęp do łańcuchów górskich położonych w centralnej części Ziemi Królowej Maud, na południe od stacji, których mapy geologiczne sporządzili indyjscy badacze. Infrastruktura stacji pozwala prowadzić badania w szerokim spektrum, obejmującym fizykę atmosfery i meteorologię, nauki o Ziemi, w tym glacjologię, biologię, badania środowiska i medycynę polarną.